# Anja Fichtel
Anja Fichtel-Mauritz est une escrimeuse allemande née le 17 août 1968 à Tauberbischofsheim. Elle a remporté deux titres olympiques en fleuret, en individuel et en équipe, à Séoul en 1988. Elle a également remporté cinq titres de championne du monde, deux en individuel et trois par équipe.

## Palmarès
- Jeux olympiques
  -  Médaille d'or au fleuret individuel aux Jeux olympiques de 1988 à Séoul
  -  Médaille d'or au fleuret par équipe aux Jeux olympiques de 1988 à Séoul
  -  Médaille d'argent au fleuret par équipe aux Jeux olympiques de 1992 à Barcelone
  -  Médaille de bronze au fleuret par équipe aux Jeux olympiques de 1996 à Atlanta

- Championnats du monde
  -  Médaille d'or au fleuret par équipe lors des Championnats du monde d'escrime 1985
  -  Médaille d'or au fleuret individuel lors des Championnats du monde d'escrime 1986
  -  Médaille d'or au fleuret par équipe lors des Championnats du monde d'escrime 1989
  -  Médaille d'or au fleuret individuel lors des Championnats du monde d'escrime 1990
  -  Médaille d'or au fleuret par équipe lors des Championnats du monde d'escrime 1993
  -  Médaille d'argent au fleuret individuel lors des Championnats du monde d'escrime 1989
  -  Médaille de bronze au fleuret par équipe lors des Championnats du monde d'escrime 1986
  -  Médaille de bronze au fleuret par équipe lors des Championnats du monde d'escrime 1991
  -  Médaille de bronze au fleuret par équipe lors des Championnats du monde d'escrime 1995

- Championnats d'Europe
  -  Médaille d'or au fleuret individuel lors des Championnats d'Europe d'escrime 1993
  -  Médaille de bronze au fleuret individuel lors des Championnats d'Europe d'escrime 1994
  -  Médaille de bronze au fleuret individuel lors des Championnats d'Europe d'escrime 1996